# Cacuaco
Cacuaco è una municipalità dell'Angola appartenente alla provincia di Luanda. Ha 25.505 abitanti (stima del 2006).